# Фельдграу
Фельдграу (нем. feldgrau, серо-полевой) — основной цвет полевой формы германской армии с 1907 и, в основном, до 1945 года. Фельдграу представляет собой спектр оттенков цветов от серого до коричневого. В классическом понимании фельдграу — серый цвет с преобладанием зелёного пигмента, что справедливо для времён Второй мировой, но может отличаться для иных периодов истории вооружённых сил Германии.
Также иногда этот термин используется для аллегорического обозначения германской армии времен империи и сухопутной составляющей (нем. Heer) Рейхсвера и Вермахта. Повсеместное введение подобных мундиров сделало этот цвет символом германской армии соответствующего периода.

## Использование

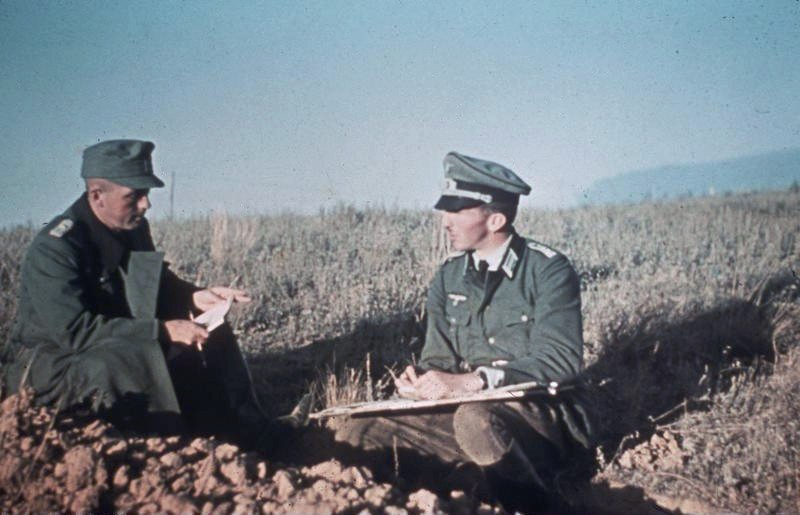
Офицеры Вермахта под Сталинградом в типичной униформе цвета фельдграу (1942)

Фельдграу — один из первых общевойсковых защитных цветов военной униформы, получивший широкое распространение. Отход от линейной тактики ведения боя потребовал изменений и в обмундировании — демаскирующий прусский синий цвет мундиров в немецкой армии был заменён на фельдграу.
Начиная с 1905 года Германия вела разработки защитного цвета униформы. В 1907 году новая униформа была принята на снабжение, а в 1910 году она начала поставляться в войска, получив название M1907/10 Feldrock. В сентябре 1915 года фельдграу был повсеместно введён в Пруссии. Этому примеру быстро последовали другие немецкие земли. Последними фельдграу ввели в Баварии в апреле 1916 года. Однако в ходе Первой Мировой отдельные элементы униформы заменялись на цвет штайнграу (нем. steingrau, каменно-серый), так как фельдграу быстро выцветал.
В разных оттенках до 1945 года этот цвет использовался в немецких сухопутных войсках, а также наземных подразделениях кригсмарине. С целью улучшения имиджа СС в военных частях стали использовать цвет эрдграу (нем. erdgrau, серо-земляной) для сближения униформы Ваффен-СС и Вермахта.
После 1945 года фельдграу использовался отдельными частями Бундесвера в ФРГ и Национальной народной армией ГДР, но там под названием «штайнграу».
Похожий цвет серого оттенка использовался шведской пехотой начала XX века (например, m/1923), позже заменённый серо-зелёным цветом, аналогично германской униформе. Последний раз использовался в зимней форме m/58.

## Определение
Классическое понимание цвета фельдграу в прошлом и настоящем существенно различаются. Во время первой мировой войны фельдграу все ещё имел сильный серо-зелёный тон, что соответствует RAL 7009. В Рейхсвере и тем более в Вермахте преобладал светло-серо-зеленый. Только в Национальной народной армии ГДР фельдграу был официально прописан как цвет темно-серо-каменный. В Бундесвере под этим термином понимается просто светло-серый.